# Škoda Favorit (1936)

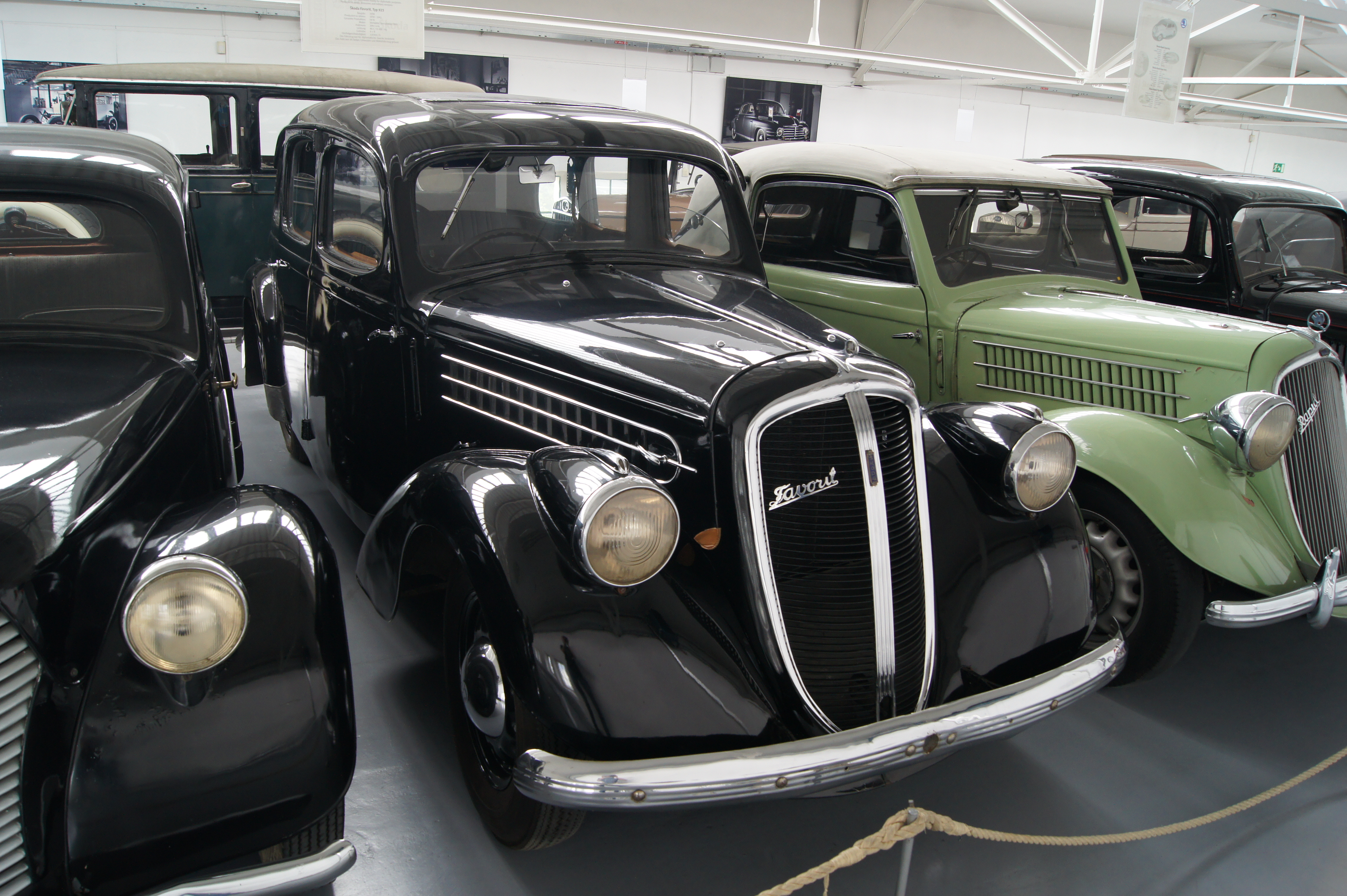
Škoda Favorit (typ 923) z 1938 roku

Škoda Favorit – samochód osobowy produkowany w fabryce w Mladá Boleslav w okresie od 1936 do 1941 roku. Już w latach 1936–1939 wytwarzano pierwszą Škodę Favorit (typ 904). Pojazd miał silnik dolnozaworowy o pojemności 1802 cm³ i mocy 28 kW (38 KM) przy 3800 obr./min napędzający tylną oś, osiągał on prędkość maksymalną 95 km/h. Do roku 1939 z taśmy montażowej zjechało 169 egzemplarzy tego modelu. W latach 1938–1941 wyprodukowano krótką serię - 54 sztuk - samochodu o nazwie Favorit 2000 OHV (typ 923). Jego konstrukcję oparto na poprzednim modelu, jednak do napędu zastosowano nowocześniejszy silnik górnozaworowy o pojemności 2091 cm³ i mocy 40,5 kW (55 KM) przy 3500 obr./min. Ten model osiągał już maksymalną prędkość rzędu 110 km/h.